# 淞南镇
31°23′8″N 120°30′0″E / 31.38556°N 120.50000°E
淞南镇，是中华人民共和国上海市宝山区下辖的一个乡镇级行政单位。以在吴淞镇之南得名，全镇南北宽3.045公里，东西长6.3公里。面积13.65平方公里。户籍人口6.76万人（2008年）。

## 建制沿革
1946年3月，第一次建立的吴淞区境域延伸至今淞南镇境域。1950年6月，华浜、新桥两乡合建为淞南乡，1956年，第一次建立的吴淞区撤销，并入北郊区。1958年8月，北郊区撤销，并入宝山县。同年9月，人民公社化运动，属先锋人民公社。1959年3月，中共中央郑州会议后，调整人民公社规模，属新桥人民公社。
1960年至1964年，新桥人民公社东沿黄浦江，南至长江路南侧小河，西到外贸仓库后铁路，北靠蕰藻浜的淞南地区属于第二次建立的吴淞区管辖范围。（其中，1962年7月从宝山县划入逸仙路以东，军工路以北地区。1963年3月起增加蕰藻浜以南，长江路以北，郝桥港以东和煤气厂桥东堍的公房居民。）剩余的淞南地区在1961年调整为淞南人民公社，仍属宝山县。
1964年5月第二次建立的吴淞区撤销，原属吴淞区部分的淞南地区划归杨浦区。1980年1月，原属杨浦区部分的淞南地区划归宝钢地区办事处，1980年10月，吴淞区第三次建立，淞南地区北半部，在长江路、军工路一线两侧和以北地区属吴淞区管辖。剩余的淞南地区在1984年复建淞南乡。1988年1月27日，国务院批准撤销宝山县和吴淞区，组建宝山区。同年6月4日，上海市人民代表大会九届一次常委会通过了《关于撤销宝山县和吴淞区设立宝山区若干问题的决定》。淞南地区长期存在的“一块土地，两个主人”辖地交叉重复的矛盾得到解决。
1993年6月26日，撤乡建镇。1996年5月20日宝山区人民政府调整淞南镇行政区域管辖范围为：东起南泗塘河——上钢一厂铁路专用线——长江路中心线延伸至东海船厂南面围墙——黄浦江岸线——闸北电厂西面围墙与杨浦区交接；西至泗塘河；北到蕰藻浜。

## 行政区划
淞南原辖新二村、新三村、新四村、塘桥村、肇家浜村、华浜村、张行村共七个村委会。
1993年8月8日撤销华浜村村委会。
1995年8月22日成立淞南一村居委会、华浜居委会。
1996年7月18日建立淞南三村一居委会、淞南四村一居委会。
1996年12月19日建立淞南五村一居委会、淞南七村一居委会。
1997年6月10日建立淞南八村居委会。
1998年11月30日成立淞南九村一居委会、淞南十村居委会。
1999年12月29日成立淞南九村二居委会。
2002年11月11日完成新二村村委会、新三村村委会、新四村村委会、塘桥村村委会、肇家浜村村委会同步撤制。
2009年撤销张行村村委会。
淞南镇目前下辖以下居委会：
淞南一村社区、淞南三村一社区、淞南四村一社区、淞南五村一社区、淞南五村二社区、淞南七村一社区、淞南八村社区、淞南九村一社区、淞南九村二社区、淞南十村社区、长江路一社区、长江路五社区、华浜社区、张华浜社区、华浜二村社区、长宏新苑社区、嘉骏花苑社区、盛达家园社区、淞南六村社区、新梅淞南苑社区、新城尚景社区、嘉骏香山苑社区、盛世宝邸社区和三湘海尚社区。

## 文物遗址
淞南镇境内有2家单位被列入了上海市第三次全国文物普查不可移动文物名录。
| 登记编号           | 名称               | 地址        | 年代   | 现用途               | 照片 |
| ------------------ | ------------------ | ----------- | ------ | -------------------- | ---- |
| 310113805190000082 | 吴淞煤气厂旧址     | 长江路555号 | 1938年 | 吴淞煤气制气有限公司 |      |
| 310113805200000079 | 上海第一钢铁厂旧址 | 长江路580号 | 1949年 | 宝钢集团一钢公司     |      |

## 交通设施

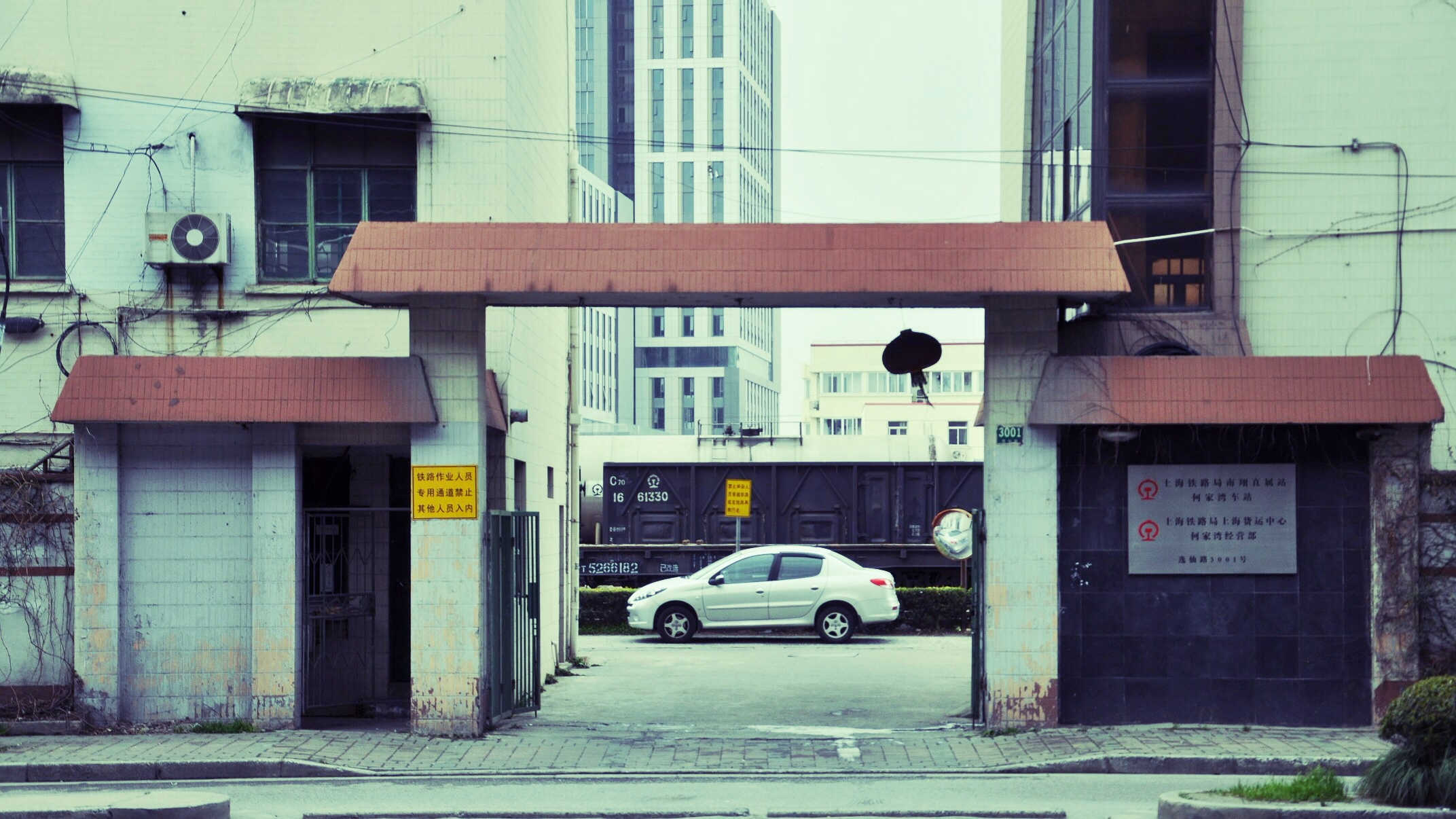
何家湾车站

境内铁路有南何支线、何杨支线、北杨支线和上钢一厂铁路专用线。铁路一等货运站何家湾站也位于境内。
淞南镇境内主干道路有江杨北路-江杨南路、长江西路-长江路、军工路、逸仙路和逸仙高架路。在建中的长江路隧道也起自于境内的长江路南泗塘桥。
轨交线路和站点有上海轨道交通3号线的长江南路站和淞发路站。规划中的上海轨道交通18号线也起始于境内的长江南路站。
公交52路、98路、99路、132路、151路、502路、713路、751路、883路、1611路、1612路、宝山27路、宝山36路、宝山88路、e乘巴士崇明1号线的终点站设于境内。过境主要公交线路有51路、51路区间、90路、159路、160路、302路、322路、726路、728路、813路、883路等。

## 所获荣誉
1996年5月2日宝山区人民政府命名淞南镇为“摄影之乡”。
2004年10月淞南镇获国家农业部、国家体育总局、全国亿万农民体育协会授予的“全国亿万农民健身活动先进乡镇”称号。
2007年10月淞南镇获“国家卫生镇”称号。
2008年获“全国精神文明创建工作先进镇”。